# Kitajima
Kitajima (北島町?) è una cittadina giapponese della prefettura di Tokushima.